# Arnaldo Garcia
Arnaldo Leite Pinto Garcia (Valença, 1 de maio de 1950) é um matemático brasileiro, que trabalha com geometria algébrica e teoria de códigos.
É pesquisador titular do Instituto Nacional de Matemática Pura e Aplicada (IMPA).
Garcia é membro titular da Academia Brasileira de Ciências. Recebeu a Ordem Nacional do Mérito Científico.
Obteve um doutorado no IMPA em 1980, orientado por Karl-Otto Stöhr.

## Publicações selecionadas
- A tower of Artin-Schreier extensions of function fields attaining the Drinfeld-Vladut bound
- On the asymptotic behaviour of some towers of function fields over finite fields
- On subfields of the Hermitian function field
- On maximal curves